# Singapur en los Juegos Olímpicos de Los Ángeles 1984
Singapur estuvo representado en los Juegos Olímpicos de Los Ángeles 1984 por cinco deportistas masculinos que compitieron en dos deportes.
El portador de la bandera en la ceremonia de apertura fue el nadador Ang Peng Siong. El equipo olímpico singapurense no obtuvo ninguna medalla en estos Juegos.